# Juventus Corazón
Juventus Corazón es un club de fútbol peruano, con sede en la ciudad de Majes, Arequipa, Perú, que participa en la Copa Perú.

## Historia
En la Copa Perú 2004 clasificó a la Etapa Nacional, pero fue eliminado en octavos de final por Unión Grauina de Abancay.
Fue subcampeón de la Liga Superior de Arequipa 2009 clasificando luego a la Etapa Regional de la Copa Perú 2009 tras vencer por penales a Deportivo Estrella de Camaná. En la Regional fue eliminado al quedar último en su grupo de la Región VII.
En 2012 fue inhabilitado por dos años de toda actividad futbolística por falsificación de carné de cancha de dos de sus jugadores. Regresó a la actividad en 2015 pero no pudo superar la etapa distrital.
En 2022 llegó hasta la Etapa Departamental de Arequipa pero fue eliminado en primera fase por Tigres de Cayma en definición por penales.

## Palmarés

### Torneos regionales
| Competición regional                 | Títulos                 | Subcampeonatos    |
| ------------------------------------ | ----------------------- | ----------------- |
| Etapa Regional - Región VII (1/0)    | 2004.                   |                   |
| Liga Departamental de Arequipa (0/3) |                         | 2003, 2004, 2009. |
| Liga Superior de Arequipa (0/1)      |                         | 2009.             |
| Liga Provincial de Caylloma (4/1)    | 2002, 2003, 2016, 2022. | 2008.             |
| Liga Distrital de Majes (3/0)        | 2002, 2003, 2016.       |                   |